# Stazione di San Liberato
La stazione di San Liberato è una fermata ferroviaria posta sulla linea Roma-Ancona; sorge nei pressi dell'omonima frazione, nel territorio comunale di Narni.